# Lennart Geijer
Johan Lennart Geijer ['jejər], född 14 september 1909 i Ystads stadsförsamling, Malmöhus län, död 16 juni 1999 i Oscars församling, Stockholms län, var en svensk socialdemokratisk politiker och jurist samt Sveriges justitieminister 1969–1976.

## Biografi
Lennart Geijer föddes i Ystad som son till postmästaren Åke Geijer och Anna Sylvan. Han studerade vid Lunds universitet och blev juris kandidat 1933. Efter två års tingstjänstgöring blev han föreståndare vid Hyresgästföreningens juridiska byrå, varefter han hade flera uppdrag som ombudsman och juridisk sakkunnig i hyres- och arbetsrättsliga frågor. Han blev juris licentiat 1957 och juris doktor 1958.
Geijer var statsråd 1966–76, konsultativt statsråd 1966–69 och justitieminister 1969–76. Till den senare posten utsågs han efter att samtliga statsråd begärde entledigande då statsminister Tage Erlander den 9 oktober 1969 meddelade att han skulle avgå. Förutvarande justitieministern Herman Kling utsågs av den tillträdande statsministern Olof Palme till ambassadör, och Geijer, som då var jurist på TCO, sattes istället på dennes post.
Geijer strävade under sin ministertid efter att minska användningen av fängelsestraff och att göra kvarvarande fängelsestraff mer humana och inriktade på vård och rehabilitering; i princip ansåg han att långa frihetsberövande straff skulle vara förbehållna de verkligt grova brotten.
Geijer var svensk justitieminister under ambassadockupationen i Stockholm 1975, då Kommando Holger Meins ur den väpnade vänsterextremistiska organisationen Röda armé-fraktionen (RAF) intog Västtysklands ambassad i Stockholm. Under dramat förhandlade Geijer med terroristerna på plats i ambassadbyggnaden.
Andra större politiska händelser under hans ministertid var spionaffären på Sahlgrenska 1975. Geijer förnekade att Säpo skulle vara inblandat och sände personligen Ebbe Carlsson och Hans Holmér till Göteborg för att utreda vad som hänt. Han hemligstämplade deras slutliga rapport men den läckte trots detta ut.
Geijer avgick tillsammans med den övriga regeringen efter den borgerliga valsegern 1976.

### Geijeraffären
Lennart Geijer påstods vara en av de involverade i den så kallade bordellhärvan på 1970-talet, skildrad i bland annat Peter Bratts memoarbok Med rent uppsåt (2007) och Lillemor Östlins självbiografi Hinsehäxan (2005).
I en hemlig promemoria av rikspolischef Carl Persson 1976 uppmanades statsminister Olof Palme att låta undersöka huruvida, och i vilken grad, Geijer kunde vara en säkerhetsrisk på grund av påstådda kontakter med prostituerade från öststaterna. Dessa misstankar krävde en granskning oavsett om de vore befogade eller inte; promemorian påstod alltså inte att Geijer eller andra politiker skulle ha haft några dylika kontakter. Polisen hade nyligen gripit bordellmamman Doris Hopp och vid förhör hade hon uppgett att hon hade flera politiker, bland andra Geijer, som kunder.
I november 1977 avslöjades promemorians existens av Dagens Nyheter, men oppositionsledaren Palme dementerade skarpt. Tidningen fick be Geijer om ursäkt och betala skadestånd, och reportern Peter Bratt, som skrivit om saken, hamnade ute i kylan. I början av maj 1978 kom historien upp på nytt, nu i tv-programmet Studio S. Statsminister Thorbjörn Fälldin hade efter DN:s artikel lovat att berätta vilka politiker som nämndes i polisens promemoria. Efter Studio S-programmet ändrade han sig dock och avfärdade i riksdagen innehållet som lögner, med motivering att han själv fanns med på listan.